# Edmund Berkeley
Edmund Callis Berkeley (22 de fevereiro de 1909 – 7 de março de 1988) foi um cientista estadunidense da área de computação, que co-fundou a Association for Computing Machinery (ACM) em 1947. Também foi um ativista que trabalhou para obter condições que minimizassem a ameaça de uma guerra nuclear.

## História
Berkeley graduou-se em matemática e lógica por Harvard em 1930. Trabalhou na área de atuária da seguradora Prudential Insurance, de 1934 a 1948, com exceção do período em que serviu à Marinha durante a II Guerra Mundial.
Berkeley viu a calculadora de George Stibitz no Bell Laboratories em 1939, e o Harvard Mark I em 1942. Em novembro de 1946 ele rascunhou uma especificação para "Sequence Controlled Calculators for the Prudential" ("Calculadoras de Seqüência Controlada para a Prudential"), a qual levou à assinatura de um contrato com a Eckert-Mauchly Computer Corporation em 1947 para um dos primeiros computadores UNIVAC. Berkeley deixou a Prudential em 1948 para tornar-se consultor independente, quando a empresa proibiu-o de trabalhar em projetos contrários a uma guerra nuclear, mesmo que em suas horas de folga. Algumas vezes, ele usou o pseudônimo de  de "Neil D. MacDonald".
Tornou-se famoso em 1949 com a publicação do livro Giant Brains, or Machines That Think, no qual descreve o primeiro computador pessoal, Simon. Planos para a construção deste computador foram publicados no periódico Radio Electronics em 1950 e 1951. Simon usava lógica de relés e custava cerca de US$ 600 para construir. O primeiro modelo operacional foi construído na Columbia University com a ajuda de dois estudantes da graduação. Ele fundou e editou a Computers and Automation, uma das primeiras revistas sobre computadores. Também criou os computadores de brinquedo Geniac e Brainiac.
Em 1958, Berkeley uniu-se ao Committee for a SANE Nuclear Policy (SANE).

## Obras
- Giant Brains, or Machines That Think (1949), Wiley & Sons
- Computers: Their Operation and Applications (1956), Nova York: Reinhold Publishing
- Symbolic Logic and Intelligent Machines (1959), Nova York: Reinhold Publishing
- Probability and Statistics: An Introduction through Experiments (1961), Science Materials Center
- The Computer Revolution (1962), Doubleday
- The Programming Language LISP: Its Operation and Applications (1964)
- A Guide to Mathematics for the Intelligent Nonmathematician (1966), Simon and Schuster
- Computer-assisted Explanation: A Guide to Explaining: and some ways of using a computer to assist in clear explanation (1967), Information International
- Ride the East Wind; Parables of Yesterday and Today (1973), Quadrangle, ISBN 0-81290375-7
- The Computer Book of Lists and First Computer Almanack (1984), Reston Publishing, ISBN 0-83590864-X